# Dulce país
Sweet Country (Dulce país) es una película dramática estadounidense de 1987 dirigida por Michael Cacoyannis.
Basada en la novela homónima semiautobiográfica de Caroline Richards, publicada en 1979, la película relata las vicisitudes de una pareja estadounidense radicada en Chile durante los sangrientos días del golpe militar de 1973.
El título hace referencia al coro del himno nacional chileno («Dulce patria, recibe los votos / Con que Chile en tus aras juró / Que o la tumba serás de los libres / O el asilo contra la opresión»).
Fue rodada en Grecia.

## Reparto
| Actor              | Personaje     |
| ------------------ | ------------- |
| Jane Alexander     | Anna          |
| John Cullum        | Ben           |
| Franco Nero        | Paul          |
| Carole Laure       | Eva           |
| Joanna Pettet      | Monica        |
| Randy Quaid        | Juan          |
| Irene Papas        | Sra. Araya    |
| Jean-Pierre Aumont | Sr. Araya     |
| Pierre Vaneck      | Padre Venegas |

- Datos: Q3506510